# Irina Cantos Siemers
Irina Cantos Siemers (* 2. Januar 2000) ist eine deutsche Tennisspielerin.

## Karriere
Cantos Siemers, die mit fünf Jahren das Tennisspielen begann, bevorzugt dabei laut ITF-Profil Hartplätze. Sie gewann bislang zwei Doppeltitel auf der ITF Women’s World Tennis Tour.

## Turniersiege

### Doppel
| Nr. | Datum         | Turnier              | Kategorie   | Belag     | Partnerin             | Finalgegnerinnen                        | Ergebnis         |
| --- | ------------- | -------------------- | ----------- | --------- | --------------------- | --------------------------------------- | ---------------- |
| 1.  | 19. Juli 2018 | Don Benito (Badajoz) | ITF $15.000 | Teppich   | Marina Bassols Ribera | Noelia Bouzo Zanotti Ángela Fita Boluda | 6:1, 6:2         |
| 2.  | 2. Juli 2022  | Columbus             | ITF W25     | Hartplatz | Sydni Ratliff         | Madeline Atway Danielle Willson         | 6:2, 5:7, [10:4] |

## Persönliches
Cantos Siemers hat fünf Geschwister. Sie spricht Spanisch, Französisch, Deutsch und Englisch.
Seit 2019 studiert sie an der Ohio State University und spielt dort im Team der Ohio State Buckeyes.